# Mattias Ekström
Mattias Ekström (Falun, 14 de julho de 1978) é um automobilista sueco. Compete pela DTM pela Audi desde 2001.

## Carreira

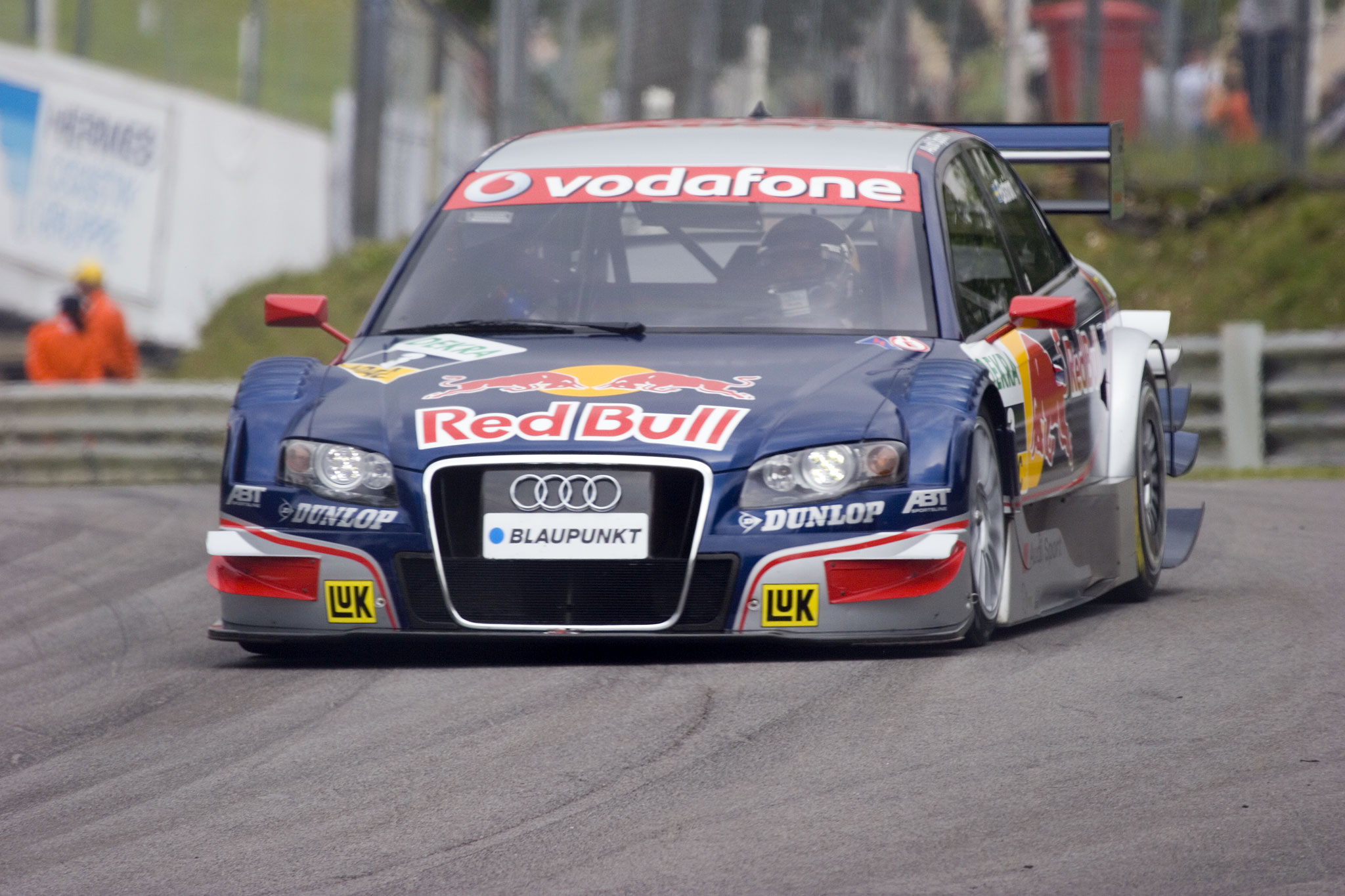
Ekström em 2007 bicampeão da DTM

Vindo do campeonato de turismo sueco, do qual foi campeão em 1999, Mattias estreou na DTM em 2001 obtendo 8o.no campeonato. Progrediu rapidamente obtendo o 3o.lugar em 2002 e 4o.lugar em 2003. Em 2004 sagrou-se campeão e foi vice em 2005. 
Em 2006, Ekström venceu a Race of Champions, batendo Sebastien Loeb na disputa final.
Novamente campeão da DTM em 2007 e da Race of Champions, derrotando Michael Schumacher na final.
Ekström também é piloto ativo de rali, disputando etapas do Campeonato Mundial de Rali.